# Таллоу (Уотерфорд)
Таллоу (англ. Tallow; ирл. Tulach an Iarainn) — деревня в Ирландии, находится в графстве Уотерфорд (провинция Манстер) у пересечения трасс R268, R627 и R634.
Местная железнодорожная станция была открыта 27 сентября 1872 года и закрыта 27 марта 1967 года.

## Демография
Население — 911 человек (по переписи 2006 года). В 2002 году население составляло 845 человек.
Данные переписи 2006 года:
| Общие демографические показатели |               |                               |                               |      |      |
| Всё население                    | Всё население | Изменения населения 2002—2006 | Изменения населения 2002—2006 | 2006 | 2006 |
| 2002                             | 2006          | чел.                          | %                             | муж. | жен. |
| 845                              | 911           | 66                            | 7,8                           | 437  | 474  |